# Kuta Meuligoe (Sawang)
Kuta Meuligoe is een bestuurslaag in het regentschap Aceh Utara van de provincie Atjeh, Indonesië. Kuta Meuligoe telt 778 inwoners (volkstelling 2010).